# 王孟煦
王孟煦（1558年—1599年），字育明，號念埜，山東青州府安丘縣人，軍籍，明朝政治人物。

## 生平
萬曆四年（1587年）丙子科山東鄉試第四十八名，萬曆十四年（1586年）丙戌科進士。兵部观政，改翰林院庶吉士。十六年十月授礼科给事中，十七年出为河南按察司佥事，二十一年七月升陕西右参议，駐札商州，二十三年五月升四川提学副使，二十六年八月升江西右参政，二十七年致仕，本年卒。工詩，善書法，有《雲耕山房稿》。

## 家族
曾祖王愷，曾任指揮；祖父王俊，曾任引禮；父王士瑤，曾任知縣。母劉氏；繼母張氏。慈侍下。兄孟暉（廪生）、孟曙。弟孟晚、孟時。